# 노브고로드 루스
노브고로드 루스(러시아어: Новгородская Русь 노브고로츠카야 루스[*]) 또는 류리크국(러시아어: Государство Рюрика 고수다르스트보 류리카[*])은 류리크 왕조의 시조인 류리크가 노브고로드 공작이 된 862년부터 올레그 베시에 의해 키예프 루스가 성립된 882년까지의 루스인들의 정체를 일컫는다. 원초 연대기에 이에 관한 묘사가 있다.